# 齐思和
齐思和（1907年—1980年），字致中，男，直隶宁津（今属山东）人，中国历史学家。

## 家庭
父亲齐璧亭。